# Ягдынья (посёлок при станции)
Ягдынья — посёлок при одноимённой станции в Верхнебуреинском районе Хабаровского края. Входит в состав Согдинского сельского поселения. Население по данным 2021 года — 0 человек.

## Этимология
«Ягдынья» в переводе с эвенкийского языка означает «грозовая речка» или «место где гремит гром».

## География
Посёлок расположен на берегу одноимённой реки, при железнодорожной линии Известковая — Ургал, соединяющей Транссиб и БАМ. В 1,5 км к северу от посёлка расположено Буреинское месторождение гранитов.

## История
В конце 1940-х годов в посёлке располагалось лагерное отделение Известкового лагеря № 4 (содержались в основном японцы) и спецгоспиталь № 327 системы лагерей для военнопленных НКВД-МВД СССР.

## Население
| 2002 | 2010 | 2011 | 2012 | 2021 |
| ---- | ---- | ---- | ---- | ---- |
| 1    | ↘0   | →0   | →0   | →0   |